# 巴里宝县
巴里宝县，一译波里波县，是柬埔寨磅清扬省下辖的一个县。
据1998年人口普查，此县共有51,516人。